# Fred Hergovich
Fred Hergovich (Beč, 20. rujna 1960.) je austrijski novinar i književnik iz redova zajednice Hrvata, koji piše pjesme i eseje na njemačkom i na standardnom hrvatskom jeziku Hrvata iz Gradišća.

## Život
Fred Hergovich je rođen u Beču. Odrastao je u Frakanavi u sridnjem Gradišću. Živi u Svetoj Margareti i posluje u Hrvatskoj redakciji ORF-a u Željeznom. 

## Djela
- Staubsaugen / Pjesme na njemačkom i gradišćanskohrvatskom jeziku Gedichte, naklada kanica, Željezno 1988, ISBN 3-900874-02-6.
- Kurti telefoniert / radio-drama na njemačkom jeziku, ORF Gradišće 1987

## Vanjske poveznice
- domaća stranica autora
- stranica „Stana literature Matrštof
- Literatura Hrvata u Gradišću - on demand
- Domaća stranica Hrvatske redakcije ORFa